# Majastres
Majastres ist eine südfranzösische Gemeinde mit 5 Einwohnern (Stand 1. Januar 2022) im Département Alpes-de-Haute-Provence in der Region Provence-Alpes-Côte d’Azur. Sie gehört zum Arrondissement Digne-les-Bains und zum Kanton Riez.  Die Bewohner nennen sich Malejactois.

## Geographie
Der Dorfkern liegt auf 1143 m im Zentrum des Massif du Montdenier in den französischen Seealpen. Die angrenzenden Gemeinden sind Senez (Enklave) im Norden, Blieux im Osten, La Palud-sur-Verdon im Süden, Moustiers-Sainte-Marie im Südwesten, Saint-Jurs im Westen und Estoublon im Nordwesten. 

## Bevölkerungsentwicklung

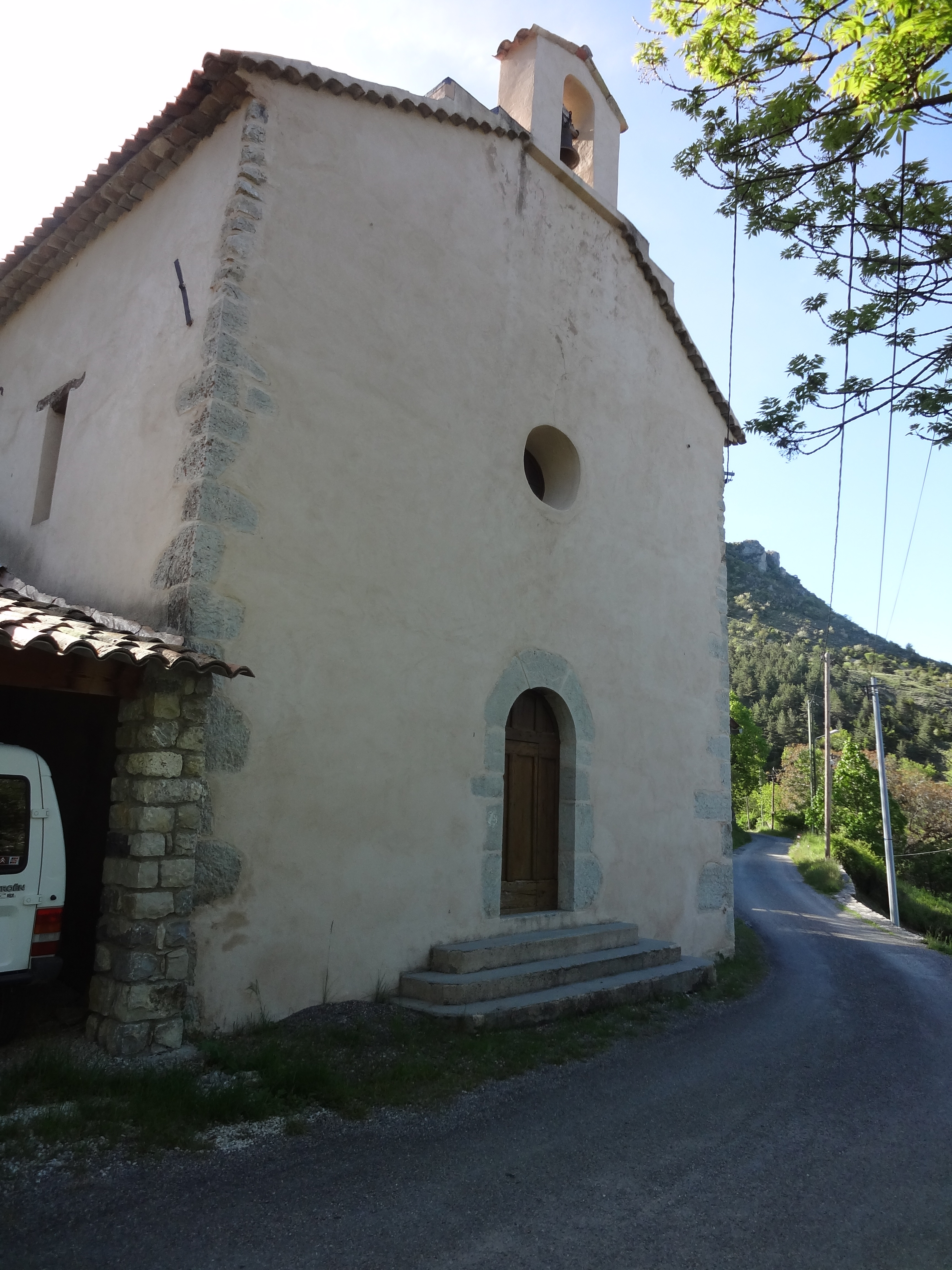
Kirche Notre-Dame de la Roche

| Jahr      | 1962 | 1968 | 1975 | 1982 | 1990 | 1999 | 2006 | 2016 |
| --------- | ---- | ---- | ---- | ---- | ---- | ---- | ---- | ---- |
| Einwohner | 27   | 20   | 14   | 12   | 10   | 8    | 2    | 4    |